# 촌그라드구

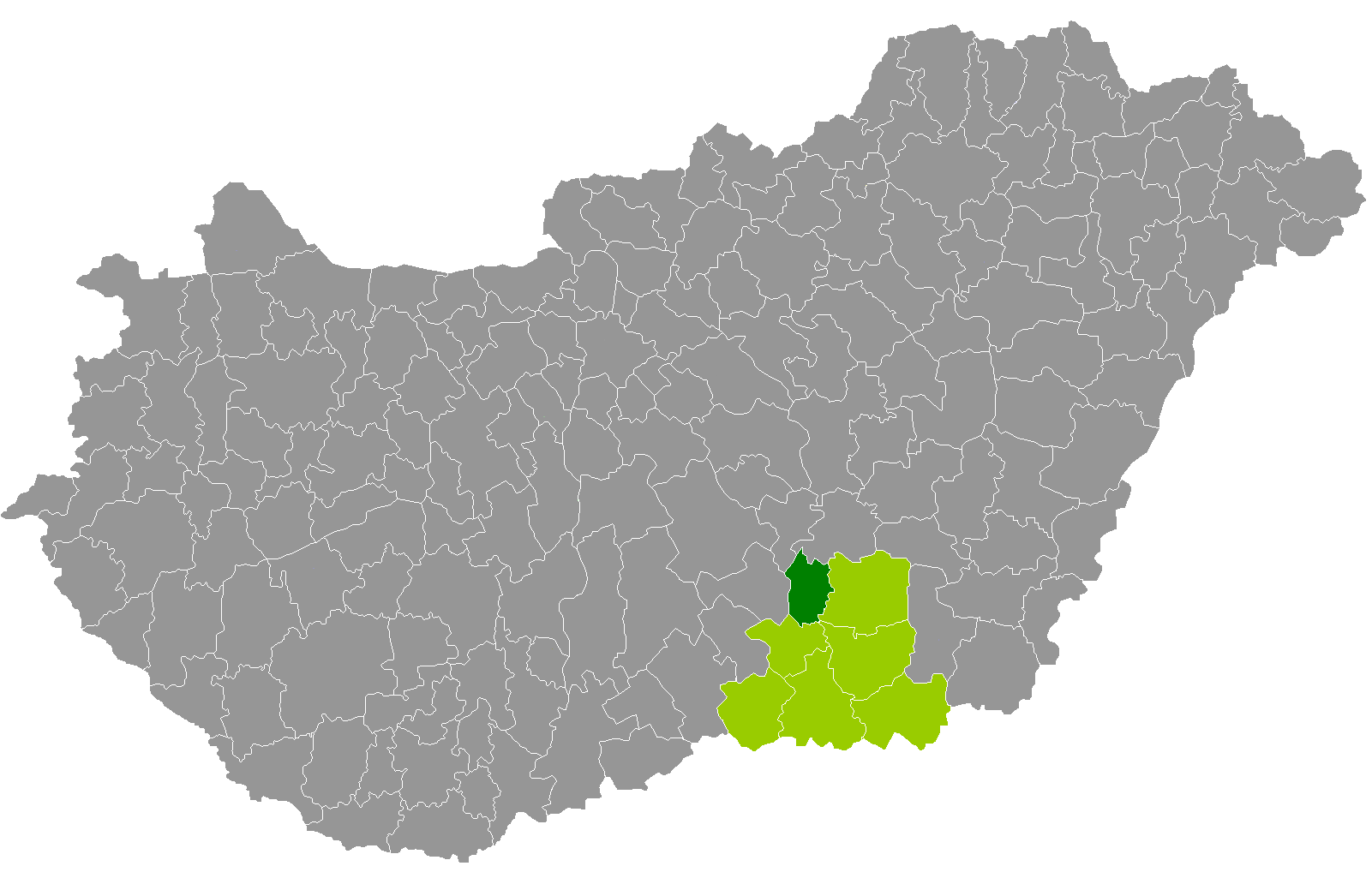
촌그라드처나드주 지도에 표시된 촌그라드구의 위치

촌그라드구(헝가리어: Csongrádi járás)는 헝가리 촌그라드처나드주에 위치한 구로 구청 소재지는 촌그라드이며 면적은 339.24km2, 인구는 22,996명(2011년 기준), 인구 밀도는 68명/km2이다.
북동쪽으로는 야스너지쿤솔노크주 쿤센트마르톤구, 동쪽으로는 센테시구, 남쪽으로는 키슈텔레크구, 서쪽으로는 바치키슈쿤주 키슈쿤펠레지하저구, 티서케치케구와 접한다. 4개 지방 자치체(1개 시, 3개 마을)를 관할한다.

구 문장